# Turbo-folk
Il turbo-folk (negli ultimi anni definito pop-folk o folk popolare) è un genere di fusione di musica popolare che mescola musica folk serba con altri generi come pop, rock, elettronico o persino hip-hop. Esistono stili musicali simili in Grecia (Skyladiko), Bulgaria (Chalga), Romania (Manele) e Albania (Tallava). Avendo maggiore popolarità in Serbia dove è creato, il genere è ampiamente popolare in Bosnia ed Erzegovina, Croazia, Macedonia del Nord, Bulgaria e Montenegro.

## Descrizione
La musica turbo-folk è emersa come sottocultura nelle campagne jugoslave negli anni '70, prima di urbanizzarsi negli anni '80 e raggiungere l'espansione negli anni '90 durante il regime di Slobodan Milošević, le guerre jugoslave, l'inflazione e l'isolamento politico.
Il termine, coniato dal musicista rock Rambo Amadeus, si riferisce a ogni canzone basata sulla musica folk con elementi di rock, elettronico, dance, pop, hip-hop o altri generi non legati alla vera musica tradizionale serba. Anche la musica popolare turca e greca ha avuto grandi influenze, con spesso casi di plagio senza conseguenze a causa della situazione politica in Jugoslavia. Le canzoni sono state composte principalmente da acclamati musicisti rock e pop come Milić Vukašinović, Goran Bregović e Kornelije Kovač con testi principalmente scritti da Marina Tucaković . La maggior parte delle tracce coinvolge temi di amore, principalmente adulterio e sesso, quindi materialismo, alcool e vizio.
Anche l'immagine visiva ha subito cambiamenti e si stava dirigendo verso l'estetica MTV. I video musicali e gli editoriali sono stati per lo più diretti dall'ex fotografo d'arte Dejan Milićević, che ha dichiarato lui stesso il Barocco come la sua principale fonte d'ispirazione. Il turbo-folk è stato rilanciato prevalentemente da RTV Palma e RTV Pink.

## Artisti e popolarità
Il record delle vendite è detenuto da Lepa Brena, che ha venduto oltre 40 milioni di dischi e tenuto alcuni dei più grandi concerti sui Balcani, rendendola la cantante serba di maggior successo fino ad oggi. Brena era anche considerata il simbolo della Jugoslavia, l'unità e il potere del paese e, dopo la rottura della federazione, della cosiddetta jugonostalgia. All'epoca l'unico "rivale" di Lepa Brena era Vesna Zmijanac. Zmijanac e Brena erano considerati le più grandi star della Jugoslavia. Riconosciuta come uno dei cantanti jugoslavi più famosi, Zmijanac è stato soprannominato il sex-symbol, la fashionista e l'icona gay degli anni '80 

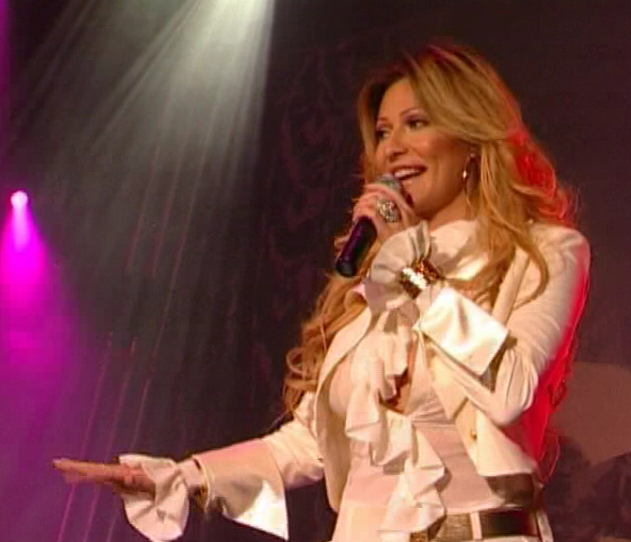
Ceca, probabilmente la cantante turbo-folk più popolare

Tra i vari cantanti turbo-folk degli anni Novanta, probabilmente la più grande star del decennio è stata Dragana Mirković, che ha venduto oltre 10 milioni di dischi. All'epoca era sotto contratto per Južni Vetar, insieme ad altri cantanti famosi come Mile Kitić, Sinan Sakić e Šemsa Suljaković. Probabilmente uno dei più famosi artisti ex jugoslavi, Zorica Brunclik è nota per la sua voce, lo stile della moda e i capelli rosa brillante. A volte lei e la cantante folk Snežana Đurišić sono etichettate come le regine della nuova musica folk.
Tuttavia Ceca e Aca Lukas hanno dominato le classifiche balcaniche nel periodo compreso tra la fine degli anni novanta e l'inizio degli anni duemila, acquisendo un'enorme popolarità nonostante le loro controversie. Ceca era sposata con Željko Ražnatović "Arkan", criminale di guerra e comandante della guardia volontaria serba, mentre Lukas è noto per il suo stile di vita spericolato, con dipendenze da droghe e problemi di gioco. Entrambi i cantanti furono arrestati durante l'operazione Sablja nel 2003. Tuttavia oggi sono entrambi considerati le più grandi star dei Balcani. A causa della sua popolarità, Ceca è considerata la "madre serba". Detiene anche il disco per il più grande concerto di una cantante serba. Al suo concerto Ušće 2013 hanno partecipato oltre 150.000 persone. Anche Jelena Karleuša è diventata famosa a metà degli anni Novanta, riconosciuta per la sua immagine altamente sessualizzata e le sue opere provocatorie. Durante questo periodo, anche la Croazia aveva le sue star pop-folk come Severina e Magazin con la sua front-woman Jelena Rozga.
Negli anni 2000, la scena dominata da una sola persona è stata sostituita da diversi artisti che sono rimasti popolari per almeno un anno. La nuova musica e i suoi artisti sono stati etichettati come artisti pop-folk. La casa discografica serba Grand Production ha messo sotto contratto quasi tutti i cantanti del paese, prendendo il monopolio dell'industria musicale con uno spazio mediatico significativo per i suoi programmi TV, festival musicali e riviste. La Grand è stato ritenuto responsabile del successo della maggior parte degli artisti popolari all'epoca come Seka Aleksić, Indira Radić, Saša Matić, Goga Sekulić, Stoja, Dara Bubamara, Aco Pejović, Viki Miljković, Sanja Đorđević, Jana, Dejan Matić e molti altri. All'inizio degli anni 2000 i cantanti popolari Viki Miljković e Indira Radić sono diventati tra le più grandi star del paese. Nel 2006 Indira Radić ha ricevuto il premio per il maggior numero di concerti tenuti. Nel 2005 con il suo album Mahi, il mahi Viki Miljković è diventato uno dei cantanti di maggior successo e popolarità dell'epoca. Ogni singola canzone del suo album è diventata un enorme successo in tutti i Balcani. Il popolare reality show Zvezde Granda ha anche creato molte star emergenti di pop-folk, come Milica Todorović, Tanja Savić, Milan Stanković, Rada Manojlović e Milica Pavlović, le cui carriere erano gestite da Grand. Le stelle emerse nelle stagioni successive furono Aleksandra Prijović, Katarina Grujić e Andreana Čekić.
Il pop-folk è un genere musicale dominato da Ana Bekuta e Neda Ukraden. Entrambe sono estremamente popolari, con una carriera che dura da decenni. Ana Bekuta è una grande star in Serbia, mentre Neda Ukraden ha più successo sulla scena musicale dei Balcani. Nel 2010, il pop-folk ha abbracciato un'influenza ancora più pop e spesso infondeva musica elettronica o hip-hop, avvicinandosi alla musica da club. Precedentemente un duo hip-hop underground, Elitni Odredi ha guadagnato enorme popolarità dopo aver commercializzato il proprio suono aggiungendo musica folk. Sono stati i pionieri dell'era digitale nella musica serba, evitando i media mainstream e usando YouTube come piattaforma principale. La cantante bosniaca Maya Berović, che ha avuto un discreto successo negli anni 2000, ha raggiunto l'apice della sua carriera quando ha collaborato con i rapper Jala Brat e Buba Corelli nel suo album del 2017, che era un misto di R&B contemporaneo e pop-folk.

## Critica

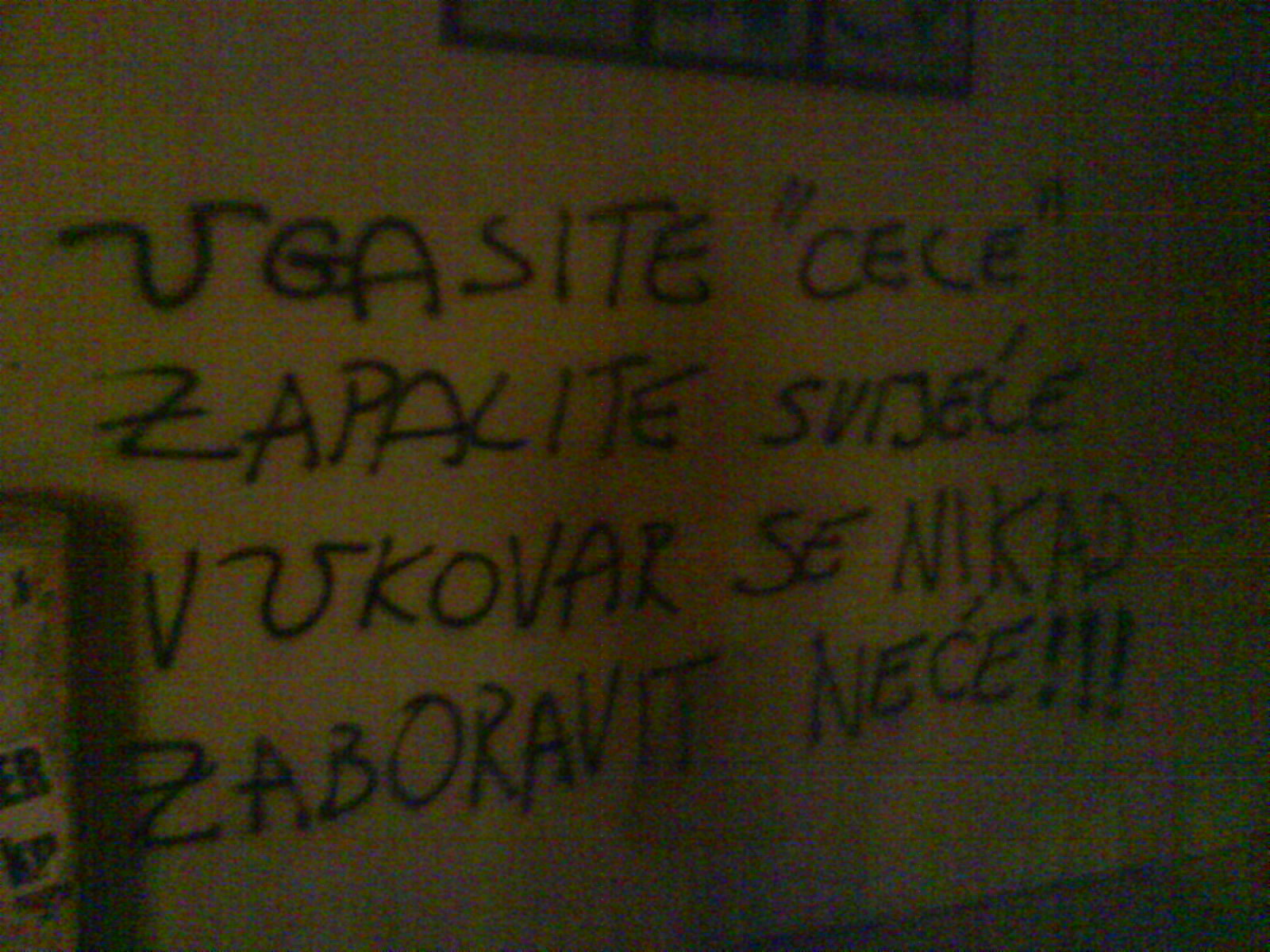
Graffiti ustascia contro la musica turbofolk di Ceca a Imotski, Croazia : "Spegni tutte le Ceca / accendi le candele / Vukovar non sarà / mai dimenticata"

Sebbene molto popolare, il turbo-folk è descritto come pseudo-folklore, spesso collegato al coinvolgimento serbo nei conflitti bosniaci e croati durante gli anni novanta. Una sezione di sinistra della società serba e croata vedeva esplicitamente questa musica come kitsch volgare, quasi pornografico, che glorifica il crimine, la corruzione morale e la xenofobia nazionalista. Oltre a stabilire una connessione tra turbofolk e "speculatori di guerra, criminalità e culto delle armi, regola della forza e violenza", nel suo libro Smrtonosni sjaj (Deadly Splendor) la teorica dei media di Belgrado Ivana Kronja si riferisce al suo aspetto come "iconografia erotica aggressiva, sadica e pornografica". Allo stesso modo, il teorico della cultura britannica Alexei Monroe definisce il fenomeno "porno-nazionalismo". Tuttavia, i turbo-folk erano ugualmente popolari tra le varie nazioni ex-jugoslave durante le brutali guerre degli anni novanta, riflettendo forse i comuni sentimenti culturali delle parti in guerra.
La resilienza di una cultura e di un genere musicale turbo-folk, spesso indicata come "colonna sonora delle guerre serbe", e che in alcuni casi (Vedi Roki Vulović) lo è propriamente stata, riscuotendo grande successo tra i militari in campo è, in una certa misura, ancora attivamente promossa e sfruttata dalle emittenti televisive commerciali filo-governative in Serbia, in particolare sui canali TV Pink e Palma, che dedicano una parte significativa del loro programma di trasmissione a spettacoli turbo-folk e video musicali.
Altri ritengono invece che ciò trascuri il contesto sociale e politico specifico che ha determinato il turbo-folk, che era, a loro dire, completamente diverso dal contesto della cultura popolare occidentale contemporanea. A loro avviso, i turbo-folk sono serviti da paradigma dominante del regime "nazionalista militante" di Slobodan Milošević, "completamente controllato dai gestori dei media di regime". John Fiske ritiene che durante quel periodo il turbo-folk e la sua vicina controparte eurodance serba avessero il monopolio della cultura popolare ufficialmente autorizzata, mentre, secondo lui, al contrario, la cultura dei mass media occidentali dell'epoca forniva una varietà di genere musicale, stili giovanili e conseguentemente posizioni ideologiche.